# Boy Friend (aiko單曲)
《Boy Friend》（日語：ボーイフレンド），日本女性創作歌手aiko的第6張單曲和代表作之一。2000年9月20日發行。

## 簡介
前作《櫻花開時》約7個月之後發行。
單曲在Oricon公信榜最高排行第2位，創下當時aiko的單曲在Oricon的最高排名。三度取得Oricon日榜冠軍，是aiko的單曲首次取得日榜冠軍。發行12個星期後銷量超過50萬張。是迄今aiko銷量最高的單曲。
同年年底aiko首次被邀請上NHK紅白歌合戰（第51回）演唱這首歌。當時因為歌詞中的與不動TETRA持有的產品商標（tetrapod，一種用於減退海浪的離岸堤產品）類似而產生問題，但是畢竟這是兩個完全不同的詞語。不過最後還是改了歌詞演出避免糾紛。後來由於aiko聲名大噪，不動TETRA還順水推舟贈送了aiko一份紀念品。

## 收錄曲目
1. Boy Friend（ボーイフレンド）
2. 悄悄說再見的方法（密かなさよならの仕方）
3. 向前看齊。（前ならえ。）
4. Boy Friend（insturumental version）

全 作詞、作曲：AIKO；編曲：島田昌典　

## 外部連結
- 唱片介紹